# Jasmin Krohn
Jasmin Annika Krohn, född 22 november 1966 i Göteborgs Kristine församling i Göteborg i Sverige, är en svensk journalist och tidigare skridskoåkare (hastighetsåkning). Hon tävlade för IFK Göteborg.
Jasmin Krohn deltog under sin karriär i tre olympiska spel: 1988, 1992 och 1994. Hennes specialitet var de längre tävlingsdistanserna.
Krohn är till yrket journalist och har efter sin skridskokarriär arbetat som frilansjournalist för bland annat TV-sporten och Västnytt. Hon är gift med Roger Gustafsson.

### Fotnoter
1. ↑  ”Jasmin Krohn”. Sveriges olympiska kommitté. http://sok.se/idrottare/idrottare/j/jasmin-krohn.html. Läst 11 september 2011.
2. ↑  Laul, Robert (12 september 2024). ”Roger Gustafsson och den blåvita paradoxen”. Göteborgs-Posten. https://www.gp.se/sport/fotboll/roger-gustafsson-och-den-blavita-paradoxen.ca9505b7-2280-43fa-b531-4ba197cc2f94. Läst 11 december 2024.